# Menemerus davidi
Menemerus davidi là một loài nhện trong họ Salticidae.
Loài này thuộc chi Menemerus. Menemerus davidi được Jerzy Prószyński & Wanda Wesołowska miêu tả năm 1999.